# Majera jezik
Majera jezik (ISO 639-3: xmj; mazera, da’a, mazera, mida’a, midah), afrazijski jezik čadske porodice kojim na području Kameruna u provinciji Far North govori još svega 500 osoba, većina od 2 300 u selu Dogwea u Čadu, departman Mayo Lemie. 
Majera se klasificira skupini biu-mandara i podskupini jina. Dijalekti su mu: majera (mazra), kajire-’dulo i hwalem (holom).

## Vanjske poveznice
- Ethnologue (14th)
- Ethnologue (15th)